# 벨과 세바스찬, 계속되는 모험
《벨과 세바스찬, 계속되는 모험》(Belle et Sebastien, l'aventure continue, Belle and Sebastian: The Adventure Continues)은 프랑스에서 제작된 크리스찬 두가이 감독의 2015년 드라마 영화이다. 펠릭스 보쉬 등이 주연으로 출연하였고 프레더릭 브릴리온 등이 제작에 참여하였다. 이 영화는 2013년 영화 《벨과 세바스찬》의 후속 작품이다.

## 출연

### 주연
- 펠릭스 보쉬
- 타이론 블론디어

### 조연
- 체키 카리오
- 띠에리 누빅
- 마고 샤텔리에
- 우벵 깐셀러
- 조셉 맬러바
- 루디 보우큰

## 기타
- 미술: 세바스티안 버츨러
- 세트: 다프네 드봐이즈네
- 특수효과: 기 몽비야드
- 시각효과: 벤자민 아조르주
- 헤어: 에스텔 톨스투킨
- 의상: 아들레이드 고슬린
- 배역: 마이클 베레비
- 배역: 줄리엣 메나저